# Келис
Келис Роджърс или само Келис (на английски: Kelis Rogers) е американска R&B изпълнителка.

## Биография
Родена е в Ню Йорк на 21 август 1979 г. Нейното име е комбинация от имената на баща ѝ и майка ѝ – Кенет и Евелис. Кенет е американски джаз певец, а Евелис е модна дизайнерка с пуерториканско-китайски произход, която е подтикнала Келис към музикалната ѝ кариера. Келис има още три сестри, тя е третото дете в семейството.
Като дете пее в църковен хор и свири на пиано, виола и саксофон. Напуска дома си на 16 г. и се записва в паралелка за R&B пеене във вечерно училище по изкуства. По-късно формира група със свои съученици наречена The Neptunes. По-късно Келис работи с известни имена като Busta Rhymes, Foxy Brown, Lil' Kim, OutKast, P.Diddy, Usher, LFO, Moby, Timo Maas, No Doubt, Enrique Iglesias, Sean Paul, 2 Short и с бившия си съпруг Nas.

### Брак с Nas
Nasir Jones и Kelis се срещат на MTV Video Music Awards парти през 2002 г., Имат връзка от 2004 г., една година преди да се оженят през 2005 г. През април 2009 г. тя подава молба за развод, позовавайки се на „непреодолими различия“. В този период тя е бременна в седмия месец. На 22 юли 2009 г., Kelis ражда момченце на име Knight. Раждането е обявено от Nas чрез онлайн видео. На 23 юли, съдия в New York City нареди Nas да плати Kelis $ 55 000 на месец издръжка на дете и материална подкрепа. Разводът на двойката беше приключва на 21 май 2010.

### Албуми
- Kaleidoscope, 1999;
- Wanderland, 2001;
- Tasty, 2003;
- Kelis Was Here, 2006;
- The Hits, 2008.

### Сингли
| Година | Сингъл                              | Албум          |
| ------ | ----------------------------------- | -------------- |
| 1999   | „Caught out There“                  | Kaleidoscope   |
| 1999   | „Good Stuff“ (заедно с Terrar)      | Kaleidoscope   |
| 2000   | „Get Along with You“                | Kaleidoscope   |
| 2001   | „Young, Fresh n' New“               | Wanderland     |
| 2003   | „Milkshake“                         | Tasty          |
| 2004   | „Trick Me“                          | Tasty          |
| 2004   | „Millionaire“ (заедно с André 3000) | Tasty          |
| 2005   | „In Public“ (заедно с Nas)          | Tasty          |
| 2006   | „Bossy“ (заедно с Too Short)        | Kelis Was Here |
| 2006   | „Blindfold Me“ (заедно с Nas)       | Kelis Was Here |
| 2007   | „Lil Star“ (заедно с Cee-Lo)        | Kelis Was Here |